# Tavaszi gyapjasszövő
A tavaszi gyapjasszövő (Eriogaster lanestris) a szövőlepkefélék családjába tartozó, Eurázsiában honos, bokrokon, cserjéken élő éjszakai lepkefaj.

## Megjelenése
A tavaszi gyapjasszövő szárnyfesztávolsága a hímek esetében 3-3,5 cm; a nőstényeknél 3,5-4 cm. A hímek feje és tora sötét hamuszürke, barnásszürke vagy feketésszürke. A potroh a torral megegyező színű vagy világosabb, többnyire barnás, illetve kétoldalt sárgás. Szárnyai rövidek és közepesen szélesek, barna-sötétbarna színűek, szegélyük világosabb. Az elülső szárny közepén sárgás folt található, töve sárgásfehér. Mind az elülső, mind a hátsó szárnyon világos harántsáv húzódik keresztül. A fonák egyenletes barna (valamivel halványabb a felszínnél), a szárnytőné,l az elülső szárny elülső szegélye mentén és a szárnycsúcsnál sötétebb. Rajzolata a felszínéhez hasonló, a középső folt keskenyebb. A szárnyak rojtja rövid és barna színű.
A nőstények szárnyai nyújtottabbak, alapszíne egyenletesebb. A fej és a tor világosabb barna, hamvas. A hatalmas farpamacs szürke.
Változékonysága nem számottevő.
Hernyója sötét kékesszürke vagy csaknem fekete, hátán 10 pár élénk narancsvörös, barnás szőrökkel borított szemölcs található. A szemölcsöket oldalról és alulról fehér vonal keretezi. Tömzsi bábja halványbarna. 

### Hasonló fajok
A nyárfapohók hasonlíthat hozzá. 

## Elterjedése
Európában honos, a Brit-szigetektől és Észak-Spanyolországtól egészen Dél-Szibériáig. Magyarországon országszerte elterjedt de ritka, az Alföldről hiányzik. 

## Életmódja
Bokros rétek, ligeterdők, erdőszélek, bozótosok lakója.   
Évente egy nemzedéke nő fel, imágóit kora tavasszal, március-áprilisban lehet látni. A nőstény vékony gallyakra gyűrű alakban rakja le petéit és farpamacsa szőrével fedi be őket. A május elején kikelő hernyó főleg kökény és galagonya, de más lombos fák-cserjék (éger, körte, szilva, fűz, nyír, tölgy, hárs, mogyoró) leveleivel is táplálkozik eleinte társaival közös szövedékben, később egyesével. A kifejlett hernyó tojásdad, kemény, sima kokonban bebábozódik és áttelel, néha több éven át is.  
Magyarországon védett, természetvédelmi értéke 10 000 Ft. 

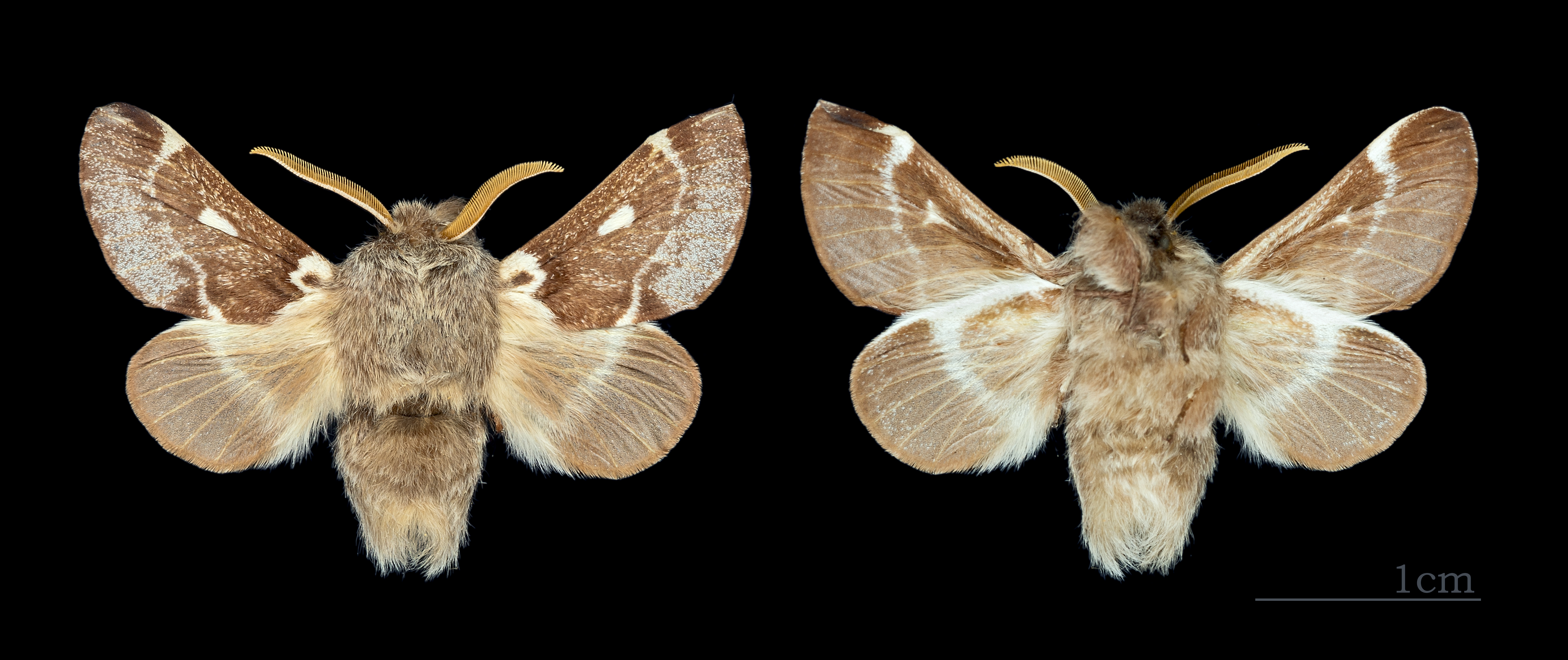
Hím
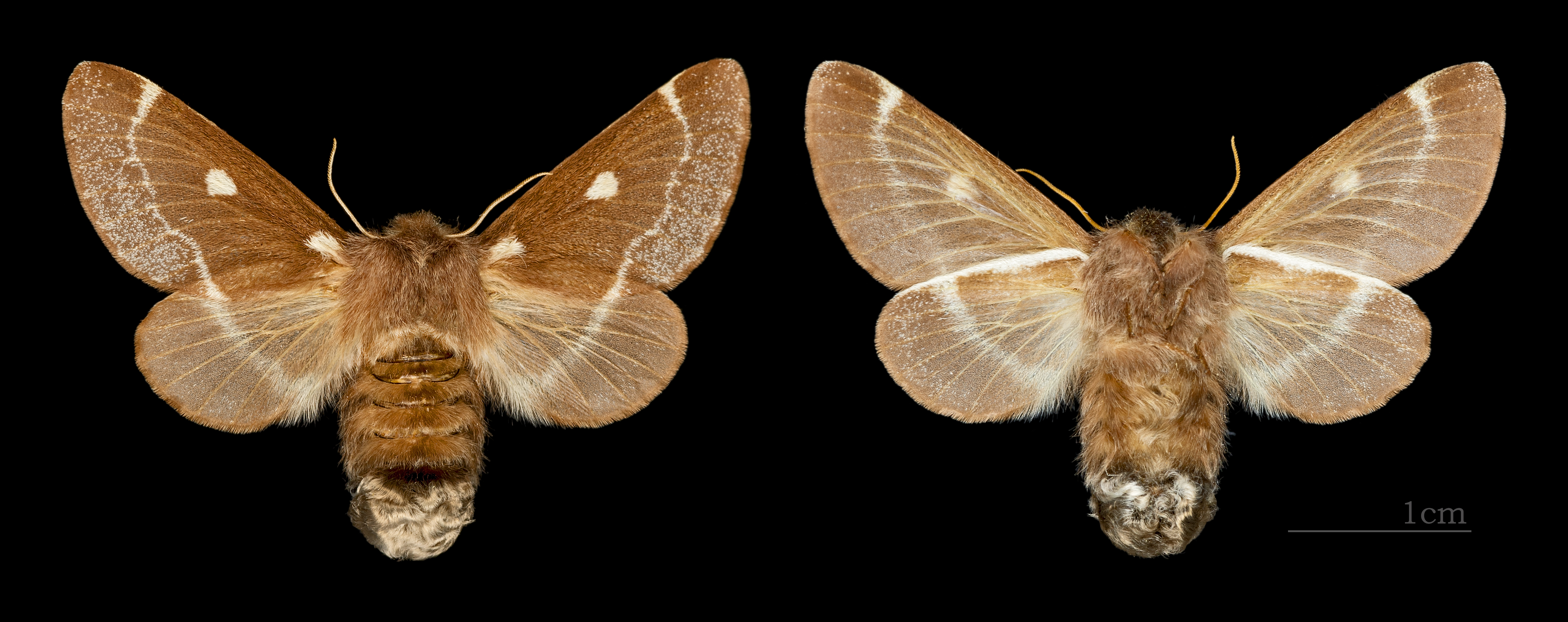
Nőstény
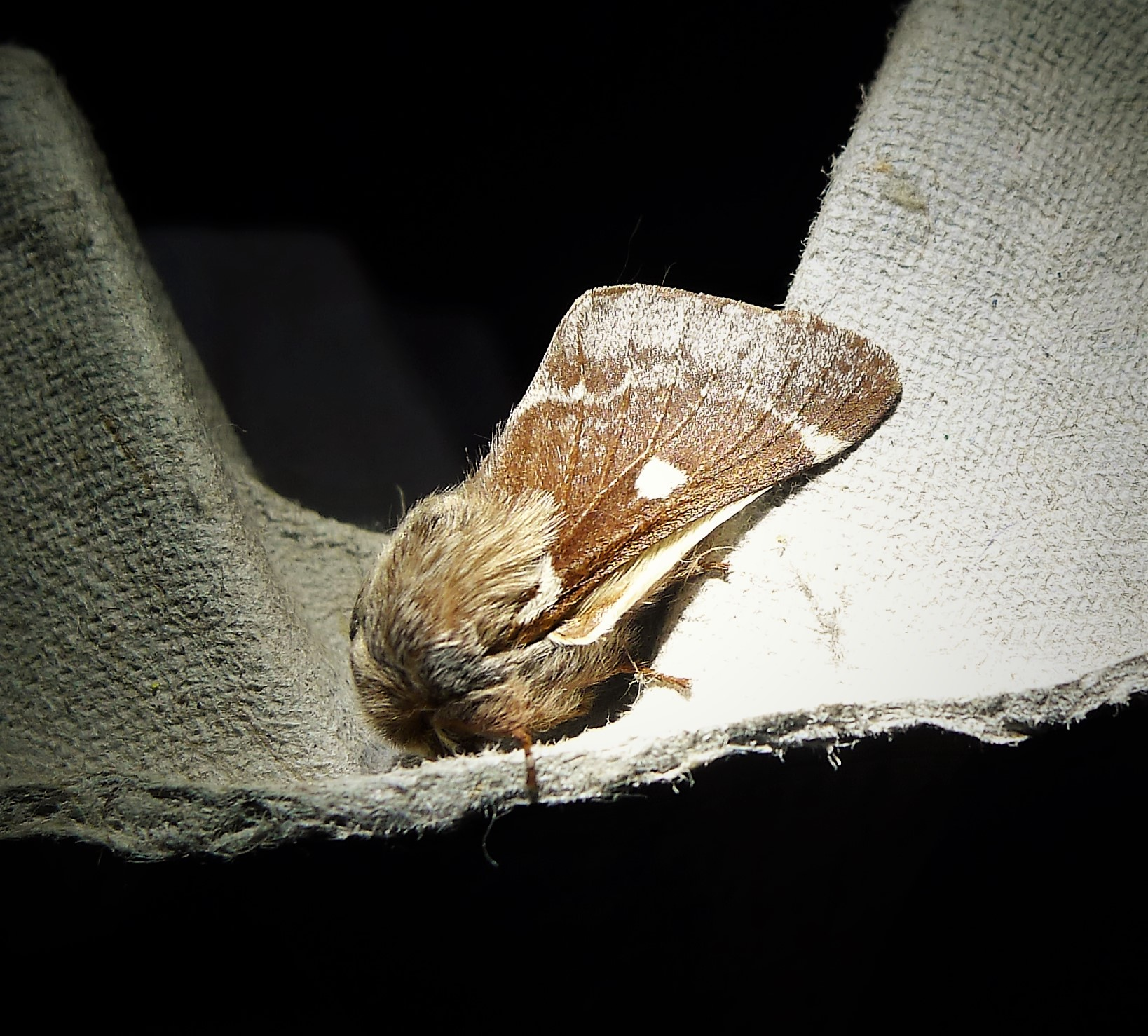
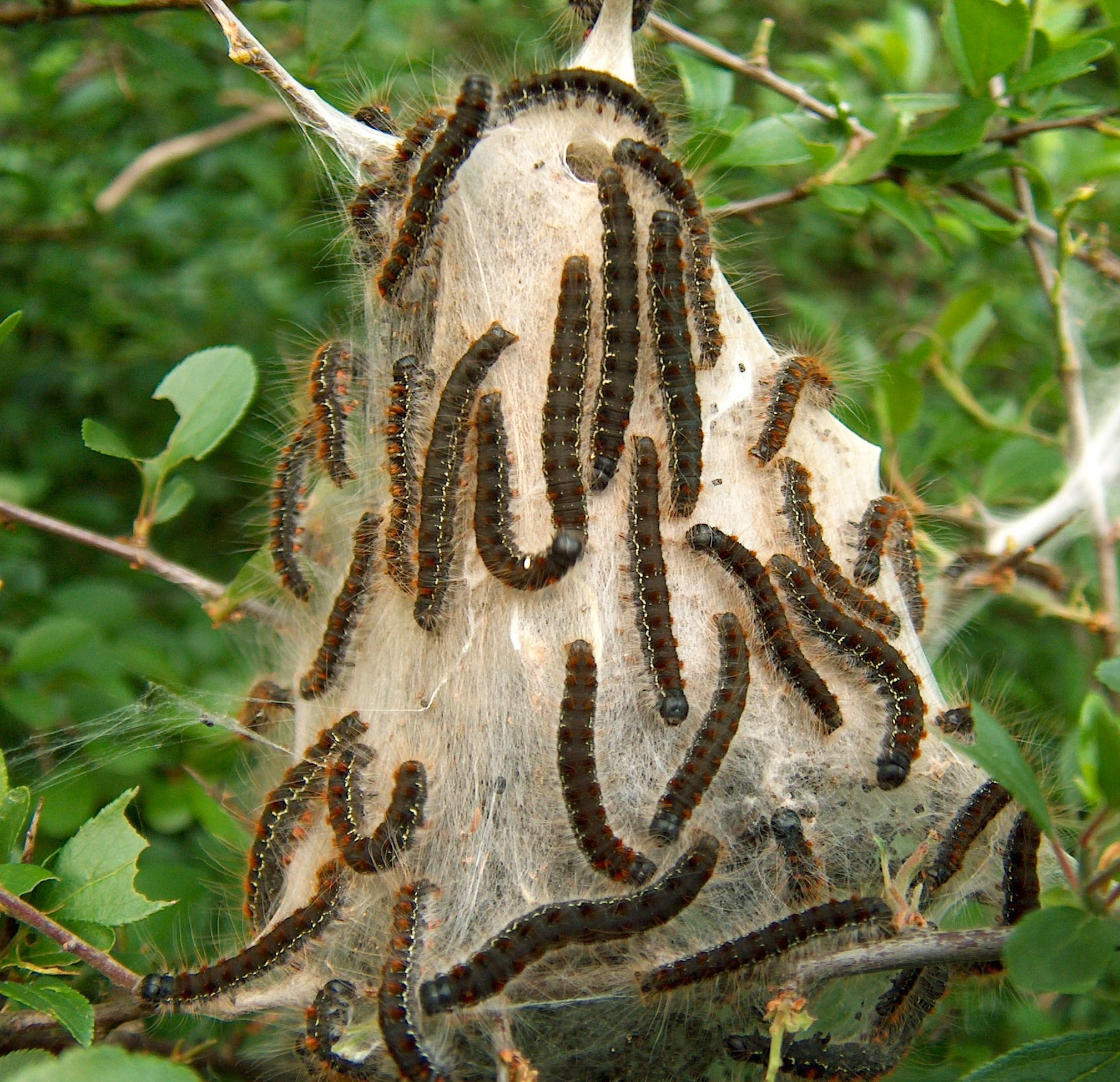
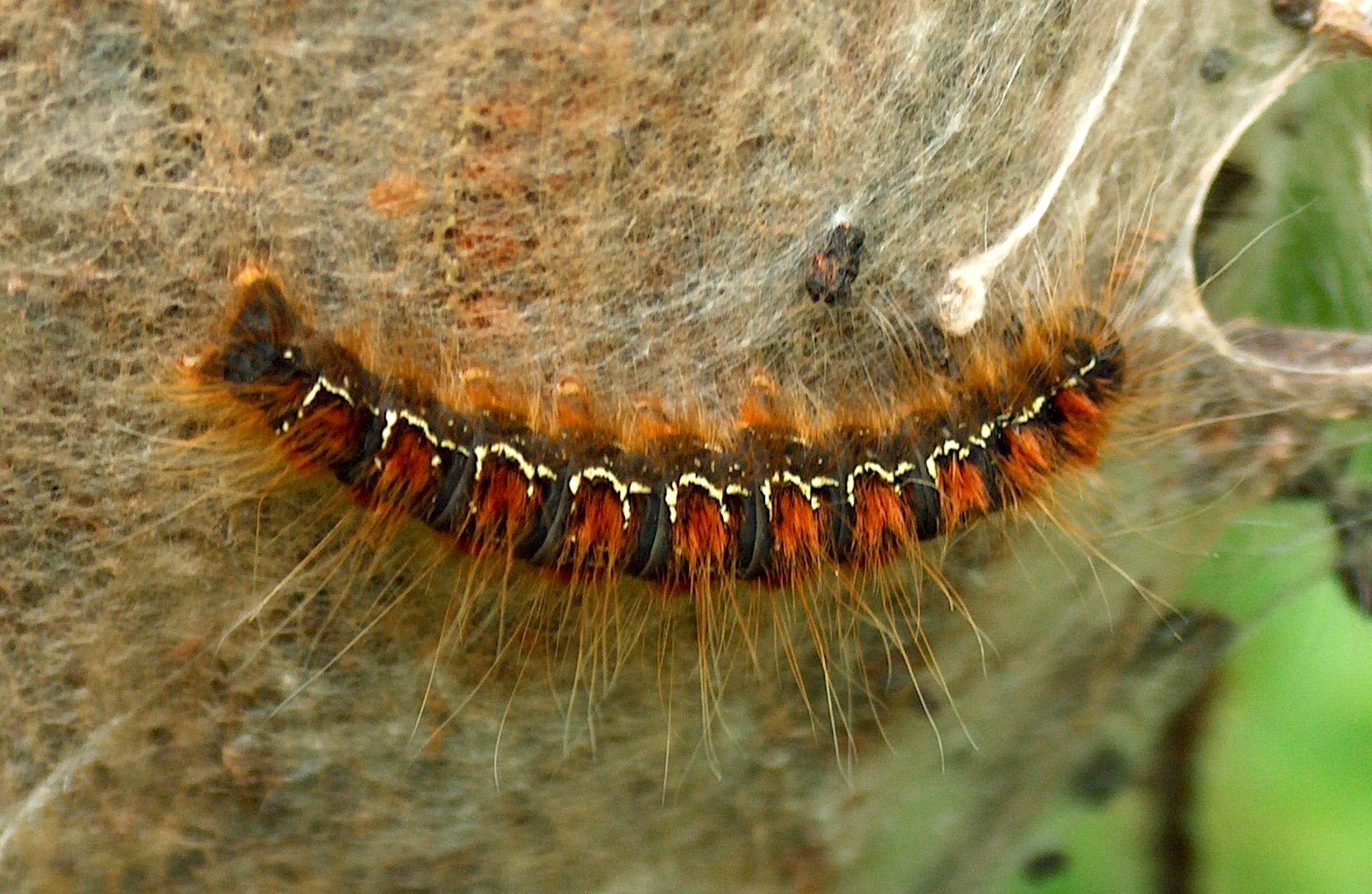
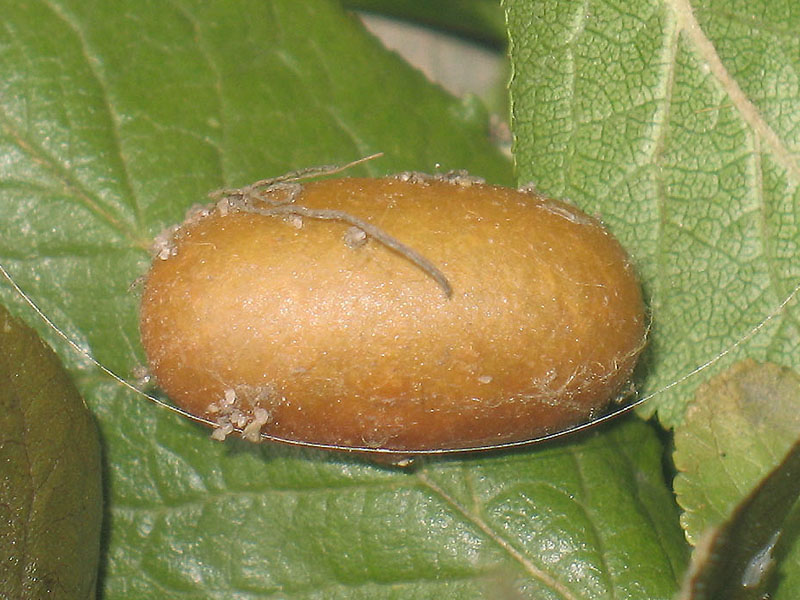